# Ломбард, Густав
Густав Ломбард (нем. Gustav Lombard; 10 апреля 1895 — 18 сентября 1992) — генерал-майор войск СС, командующий несколькими дивизиями войск СС.

## Биография

### Юность
Ломбард родился недалеко от Пренцлау (Бранденбург). В 1913 году он переехал в США к своему дяде, который был натурализованным гражданином Штатов, для учёбы. Во время Первой мировой войны Ломбард учился в Университете Висконсина. После войны вернулся в Германию и работал в American Express и Chrysler.

### Карьера в СС
Ломбард вступил в НСДАП (партийный номер 2649630) и СС (номер 185023) вскоре после прихода нацистов к власти. В 1935 году стал унтерштурмфюрером СС, год спустя — оберштурмфюрер, в 1938 году присвоено звание гауптштурмфюрера. С декабря 1937 года по март 1938 года служил в 7-м кавалерийском полку СС.
В составе вермахта Ломбард принимал участие в Польской кампании 1939 года. С марта 1940 служил в войсках СС. В декабре 1940 года—августе 1941 года командовал кавалерийскими подразделеними дивизии «Тотенкопф» на восточном фронте, в июне 1941 года произведён в штурмбаннфюреры СС. В августе получил в командование кавалерийский полк (с сентября 1941 года — 1-й кавалерийский полк СС).
В декабре 1942 года Ломбард ненадолго возглавил 8-ю кавалерийскую дивизию СС, только что сформированную из кавалерийской бригады СС. В январе получил звание штандартенфюрера. С октября по декабрь Ломбард командовал 1-й итальянской дивизией СС, в марте 1944 года был повышен до оберфюрера войсках СС, после чего снова был направлен в 8-ю кавалерийскую дивизию СС, в августе переведён в дивизию СС «Норд», но пробыл командующим всего несколько дней.
1 октября 1944 года Ломбард был поставлен во главе свежесформированной 31-й добровольческой гренадерской дивизии СС, командующим которой он оставался до апреля 1945 года, когда был взят в плен советскими войсками. Незадолго до этого Ломбард был произведён в бригадефюреры и генерал-майоры войск СС.

## После войны
За военные преступления в СССР Ломбард получил 25 лет заключения. Он отбывал срок в лагере в Войково. Освобождён в 1955 году, когда канцлер Аденауэр добился амнистии для немецких военнопленных. В 1960-е годы его пытались привлечь к уголовной ответственности за участие в уничтожении евреев, но после того, как в 1970 году в ФРГ был принят закон, разрешавший выдвигать такие обвинения, только если речь шла об особой жестокости и о поступке, совершённом из низменных побуждений (по сути дела — амнистия в мягкой форме), дело было закрыто.
Умер в 1992 году в возрасте 97 лет в Мюльдорф-ам-Инне.

## Награды
- СА-спортзнак в бронзе, памятная медаль к 1 октября 1938 года;
- Железный крест 2-го класса (15 декабря 1940 года);
- Железный крест 1-го класса (3 сентября 1941 года);
- Штурмовой пехотный знак в серебре;
- Медаль «За зимнюю кампанию на Востоке 1941/42»;
- Германский крест в золоте (11 февраля 1943 года);
- Рыцарский крест — за борьбу с партизанами (10 марта 1943 года);
- Кольцо «Мёртвая голова».